# Kontinentální pohár v ledním hokeji 2015/2016
Kontinentální pohár 2015-16 byl v pořadí 20. ročníkem druhé nejvyšší klubové soutěže v Evropě. Francouzský tým Dragons de Rouen vyhrál tuto soutěž podruhé a zajistil si účast v Hokejové lize mistrů 2016/2017.

## Kvalifikované týmy
| Týmy                     | Kvalifikováni                                         |
| Kvalifikováni do 3. kola | Kvalifikováni do 3. kola                              |
| ------------------------ | ----------------------------------------------------- |
| Herning Blue Fox         | 2014–15 Metal Ligaen vítěz základní části             |
| Yertis Pavlodar          | 2014–15 Kazakhstan Hockey Championship celkový vítěz  |
| Asiago                   | 2014–15 Serie A celkový vítěz                         |
| Shakhtyor Soligorsk      | 2014–15 Belarusian Extraleague celkový vítěz          |
| Dragons de Rouen         | 2014–15 Ligue Magnus druhý v základní části           |
| Kremenchuk               | 2014–15 Ukrainian Hockey Championship runners-up      |
| Kvalifikováni do 2. kola |                                                       |
| Mogo Riga                | 2014–15 Latvian Hockey League celkový vítěz           |
| Jesenice                 | 2014–15 Slovenian Hockey League celkový vítěz         |
| Miskolci Jegesmedve      | 2014–15 OB I bajnokság celkový vítěz                  |
| Jaca                     | 2014–15 Liga Nacional de Hockey Hielo celkový vítěz   |
| Coventry Blaze           | 2014–15 Elite League celkový vítěz                    |
| GKS Tychy                | 2014–15 Polska Liga Hokejowa celkový vítěz            |
| Dunărea Galați           | 2014–15 Romanian Hockey League celkový vítěz          |
| Kvalifikováni do 1. kola |                                                       |
| Partizan Belgrade        | 2014–15 Serbian Hockey League celkový vítěz           |
| Rishon Devils            | 2014–15 Israeli Hockey League celkový vítěz           |
| CSKA Sofia               | 2014–15 Bulgarian Hockey League celkový vítěz         |
| Zeytinburnu Belediyespor | 2014–15 Turkish Ice Hockey Super League celkový vítěz |